# Junín, Peru
Junín är en ort i centrala Peru, och är huvudort i Junínprovinsen i Juníndepartementet. Orten ligger invid sjön Junín.
Frihetshjälten Simón Bolívar döpte staden till Heroica Villa de Junín. På Plaza de Armas står ett monument över Simón Bolívar, skänkt av staten Venezuela till 600-årsminnet av Slaget vid Junín den 6 augusti 1824, vilket var en av de sista striderna i kampen för självständighet och frigörelse från Spanien. Vid torget ligger även kyrkan San Ignacio de Loyola, byggd 1620.
Den här artikeln är helt eller delvis baserad på material från engelskspråkiga Wikipedia, Junín, Peru, 8 augusti 2025.